# Cotoneaster rubens
Cotoneaster rubens är en rosväxtart som beskrevs av William Wright Smith. Cotoneaster rubens ingår i släktet oxbär, och familjen rosväxter.

## Underarter
Arten delas in i följande underarter:
- C. r. minimus
- C. r. rubens